# Landsbyens skønhed
Landsbyens skønhed (originaltitel: The Bonnie Brier Bush) er en britisk stumfilm fra 1921 instrueret af Donald Crisp.

## Medvirkende
- Donald Crisp som Lachlan Campbell
- Mary Glynne som Flora Campbell
- Alec Fraser som Lord Malcolm Hay
- Dorothy Fane som Kate Carnegie
- Jack East som Posty
- Langhorn Burton som John Carmichael
- Jerrold Robertshaw som Earl
- Adeline Hayden Coffin som Margaret Howe